# Escargots Boisseau

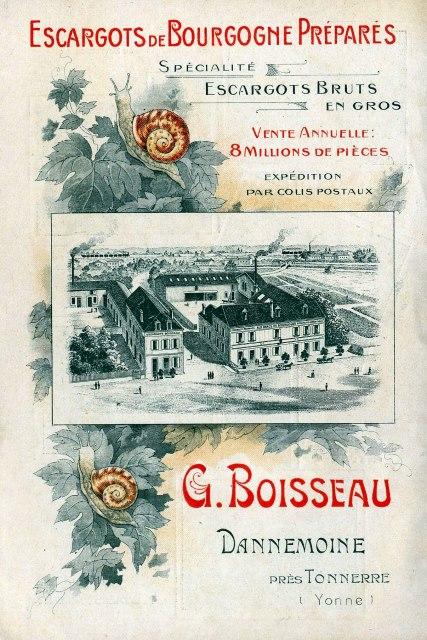
Escargots Boisseau in Dannemoine, een van de eerste grootschalige slakkenfabrieken.

Het Franse Escargots Boisseau (1887–1930) was een all-in-house escargotfabriek in Dannemoine, die rond de 19e eeuwwisseling floreerde. Het was een van de eerste en bekendste slakkenkweek- en verwerkingsfabrieken die op grote schaal wijngaardslakken uit de natuur verzamelde, deze in parken plaatste, ze tot product verwerkte en ze ten slotte per post naar de consument verstuurde.
Deze fabriek en het proces van slakkenjacht tot en met de verwerking tot escargot en de verzending ervan is beschreven en met foto's gedocumenteerd in L'escargot - élevage et parcage lucratifs préparation culinaire et vente (1911).

## Historiek
In Frankrijk werd van oudsher zowel de wijngaardslak als de segrijnslak geconsumeerd en dan vooral op het platteland. De geschiedenis van escargot in Frankrijk was tot de laatste kwart van de 19e eeuw een kleinschalige rurale industrie, waarbij de mensen de slakken uit de natuur raapten en zelf bereidden. Restaurants deden eveneens het verzamelen en bereiden zelf.

In Parijs alleen werd in het jaar 1868 'slechts' een miljoen slakken gegeten. Deze werden uit regio's als Côte-d'Or, Yonne, Aube, Aisne, Seine-et-Marne, Seine-et-Oise de stad ingevoerd. Het was toen een relatief kleine hoeveelheid, omdat het omgerekend minder dan een slak per hoofd in de stad neerkwam. 

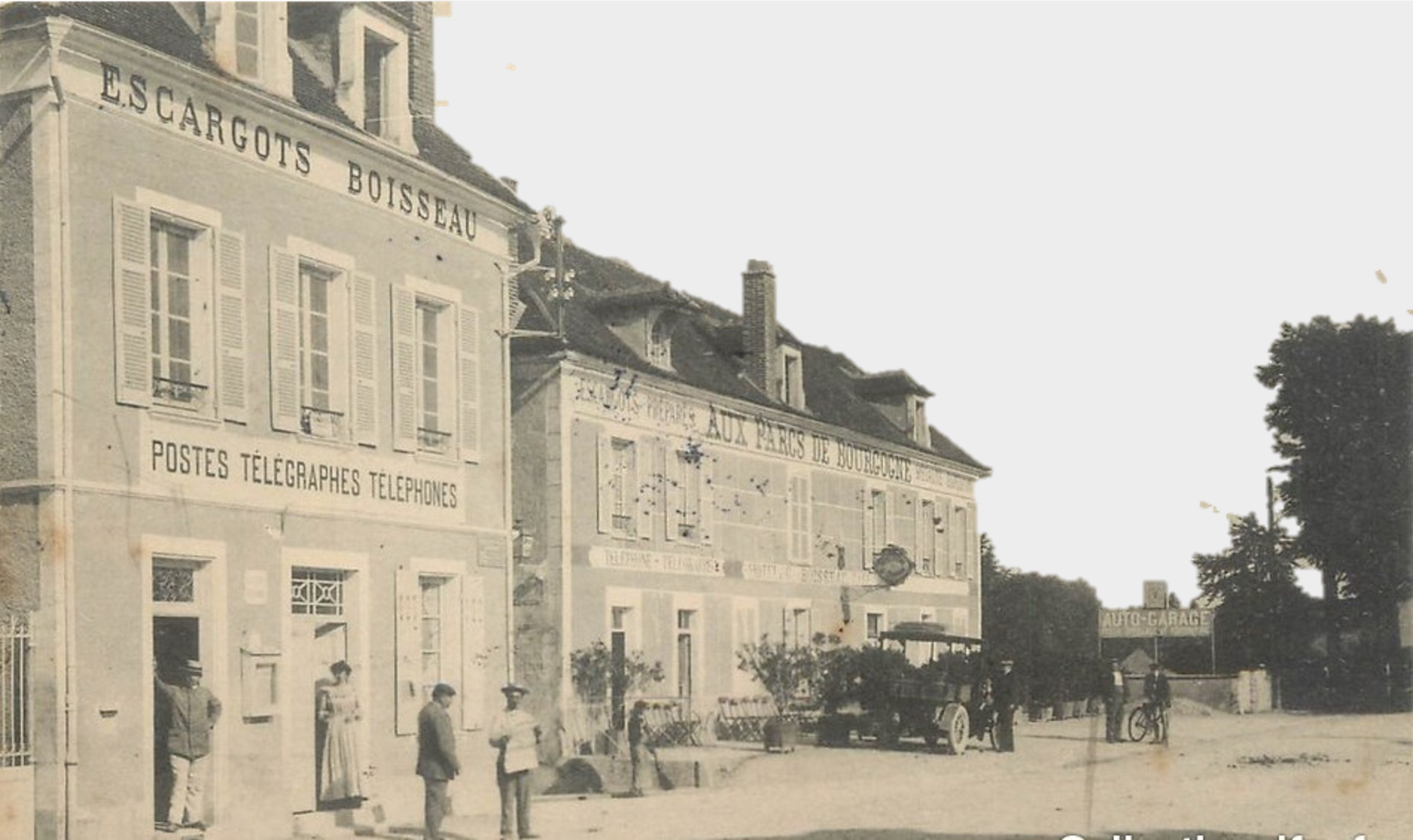
Het complex in 1907 aan de Route de Paris, Dannemoine.

Rond 1875 begon de sector te rationaliseren en werden kwekerijen gestart. De wijngaardslak, ook wel Bourgondische slak genoemd (Frans: escargot de Bourgogne) is onlosmakelijk verbonden met de Franse Bourgondië streek en de daar gelegen Dannemoine. In 1887 kocht Gaston Boisseau (1859–1914), kuiper van beroep, op 28-jarige leeftijd een klein herenhuis in Dannemoine gelegen tussen de weg naar Parijs en het Bourgondisch Kanaal. Hij verbouwde het in een rap tempo tot een groot slakkenfabriek.

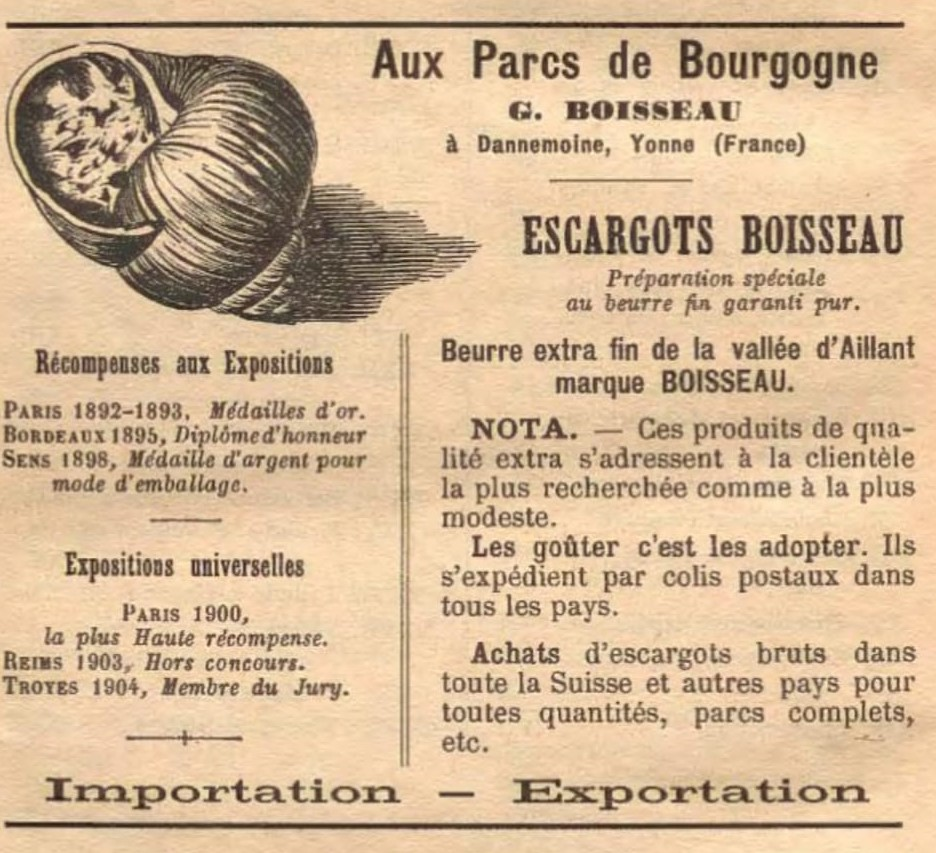
Advertentie in het tijdschrift van de Franse Kamer van Koophandel (1904)

Hij was visionair in zijn commerciële en marketing aanpak en zijn product was zeer gewaardeerd. Boisseau ontving dientengevolge diverse prijzen: tijdens de tentoonstelling van Parijs in 1892-1893 won hij een gouden medaille. Hij ontving in 1895 te Bordeaux een erediploma. In 1898 won hij een zilveren medaille voor de verpakkingsmethode op zijn fabriek. Voorts werd hem in 1900 een gouden medaille toegekend op de Gastronomische Tentoonstelling in Parijs. Tijdens een tentoonstelling in Reims in 1903 werd hem een erevermelding toegekend en in 1904 was hij jurylid tijdens de tentoonstelling in Troyes.

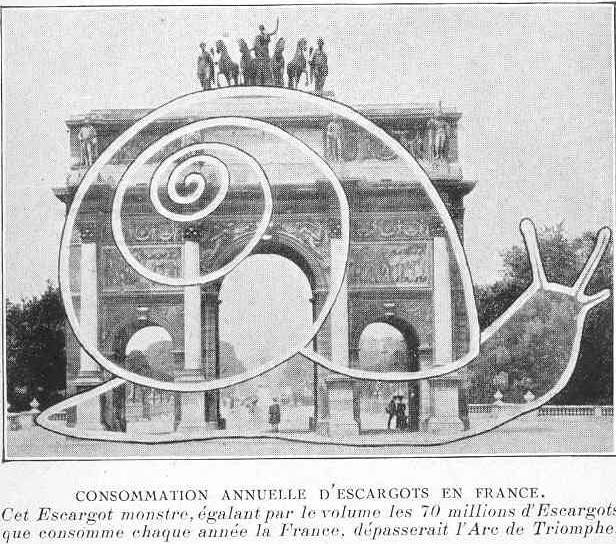
De hoeveelheid slakken die anno 1911 door Frankrijk alleen werd geconsumeerd was gelijk zijn aan het volume van de Arc de Triomphe.

In mei 1910 liet Boisseau een reusachtige houten slak installeren op de Promenade du Pâtis in Tonnerre. Op 4 december datzelfde jaar organiseerde hij een filmvoorstelling over zijn bedrijf. Boisseau had overigens ook een carrière in de politiek: in 1908 werd hij gekozen tot burgemeester van Dannemoine. Daarna was hij gemeenteraadslid van Tonnerre.
Rond 1911 werd in Frankrijk jaarlijks 70 miljoen slakken geconsumeerd. Escargots Boisseau droeg hieraan bij met de verwerking van 8 miljoen slakken die geleverd werden aan restaurants en particulieren in Frankrijk, België, Zwitserland, Duitsland en Engeland.
Nadat Gaston Boisseau in 1914 overleed, heeft Escargots Boisseau nog tot 1930 voortbestaan.

## Beschrijving fabriek
Het fabrieksterrein bevatte een elftal parken, waar de in de natuur verzamelde slakken werden losgelaten. In het midden van het terrein werd door Boisseau hun eigen kruiden - voornamelijk peterselie - gekweekt voor de vervaardiging van de kruidenboter. Centraal, aan de Route de Paris, was het administratieve gedeelte - het voormalige herenhuis, met erachter de opslagen en verpakkingsruimtes. Deze gebouwen waren door een zijstraatje - de Route de Vezinnes - gescheiden van de feitelijke fabriek, waar de slakken verwerkt werden. De toegang tot deze fabriek werd vanuit het zijstraatje gemarkeerd door slakkenbeelden aan weerszijden van de toegangspoort, die anno 2022 nog altijd op hun plek staan.

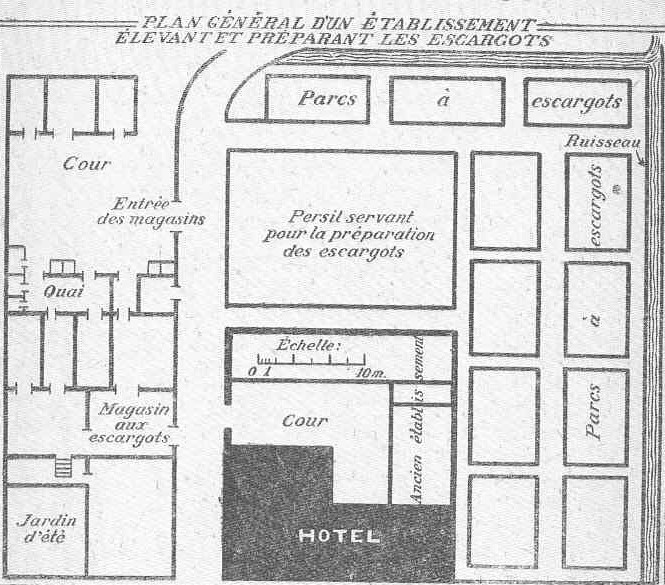
Plattegrond van het complex
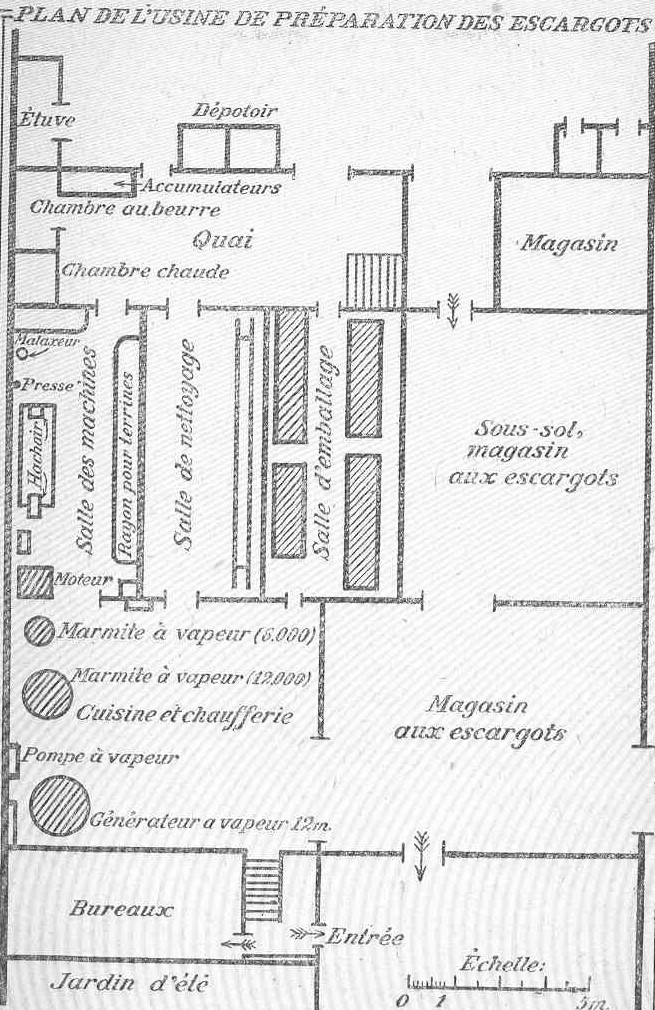
Plattegrond van de fabriek
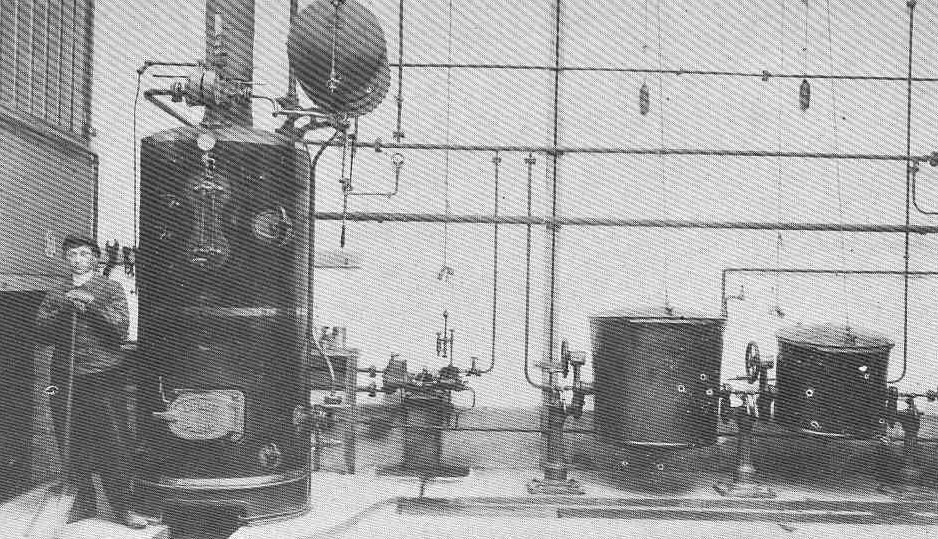
Stoommachine en kookketels
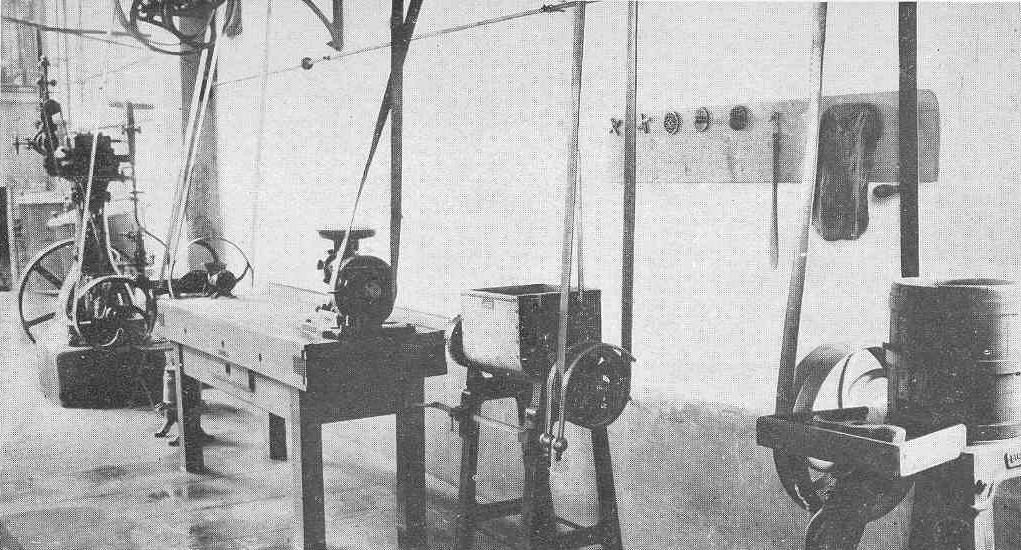
Keukenapparatuur

## Verwerkingsproces

### Slakkenjacht, parkeren
Slakken werden in de natuur geraapt, hetgeen bij voorkeur na regenbuien in de avondschemer of ochtendgloren gedaan werd. Deze slakken werden dan in voor hen aangelegde parken losgelaten. Sommigen zouden zich daar vermenigvuldigen, andere slakken groeien nog even door. Hoewel er gesproken werd van een slakkenkwekerij, was het echter geen sprake van een rationele kwekerij, maar veeleer een tijdelijke opslag van slakken. De fabriek was zodoende te allen tijde verzekerd van voldoende voorraad.
Het belangrijkste was echter dat de slakken onder gecontroleerde omstandigheden gingen hiberneren en de fabriek ze dan op het juiste moment op eenvoudige manier kon oogsten. Hiervoor werd wanneer het kouder werd een bed van algen in de parken verspreid, zodat de wijngaardslakken zich minder diep zouden ingraven.

### Oogst en opslag
Wanneer de slakken in hibernatie verzonken waren, was het tijd voor de oogst. De slakken hadden zich dan namelijk ter voorbereiding van hun winterslaap vetgegeten en zich achter een kalkdekseltje ingepakt. In deze toestand kunnen ze maandenlang in een donkere, droge, en koele ruimte opgeslagen worden. Ze werden derhalve geoogst en in luchtige doorkijkkisten op een koele droge en donkere plaats opgeslagen. Periodieke inspectie was desalniettemin noodzakelijk om tussentijdse gestorven en ontwaakte slakken te verwijderen. Het dier heeft de eigenaardigheid dat als er een wakker wordt, de andere slakken ook gewekt worden en dan moeten ze direct verwerkt om verlies te voorkomen.

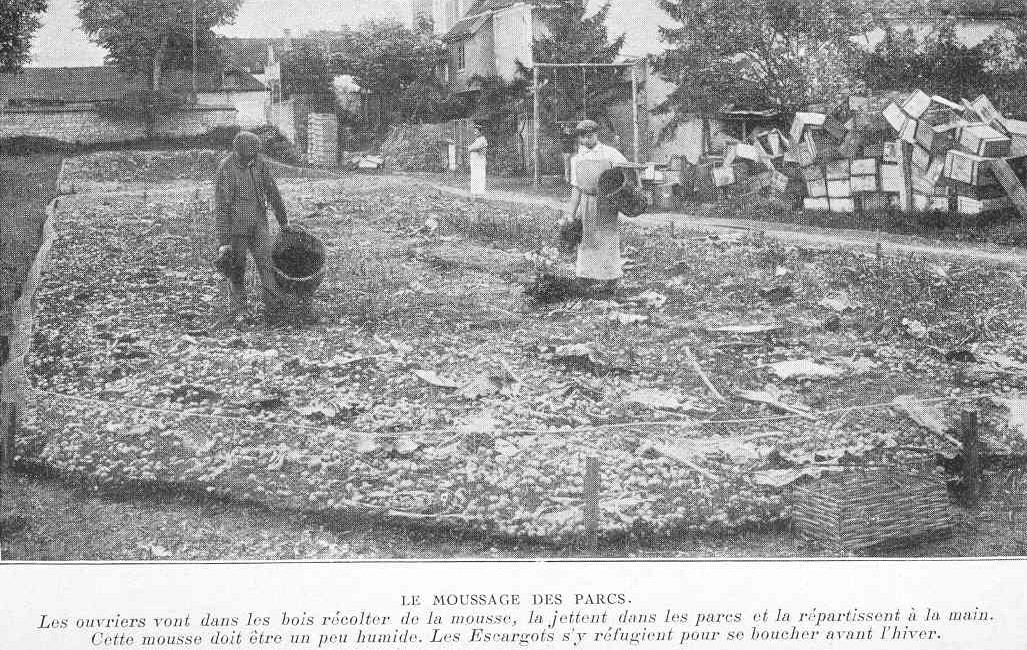
Wintervoorbereiding
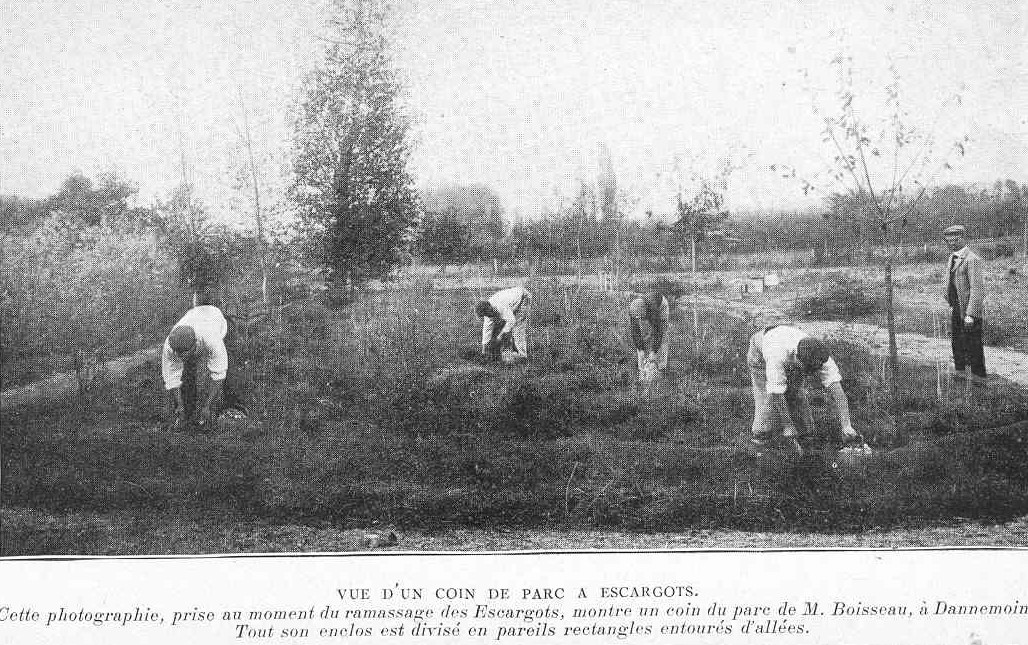
Oogst
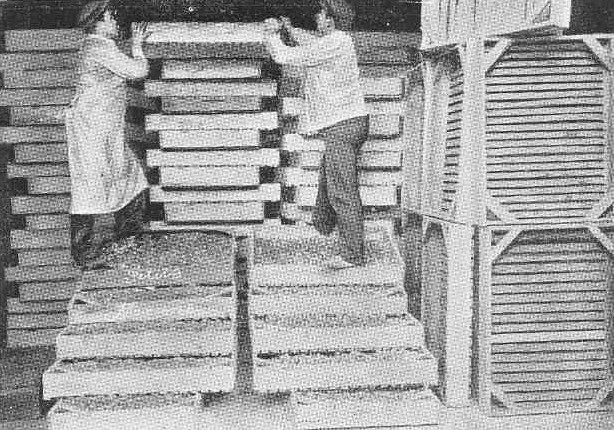
Opslag

### Voorbereiding voor de kook
Wanneer een bestelling binnenkwam werd de benodigde hoeveelheid slakken uit de opslag gehaald. De kalkdekseltjes worden met een mes verwijderd, waarna de slakken in drie seances gewassen werden. De eerste wasbeurt was een korte wasbeurt om het grof vuil te verwijderen. De tweede wasbeurt duurde langer en is grondiger. Bij de derde wasbeurt werd er net zolang het water door de slakken heen gespoeld totdat het uitlopende water kristalhelder was. De slakken waren dan gereed voor de kook.

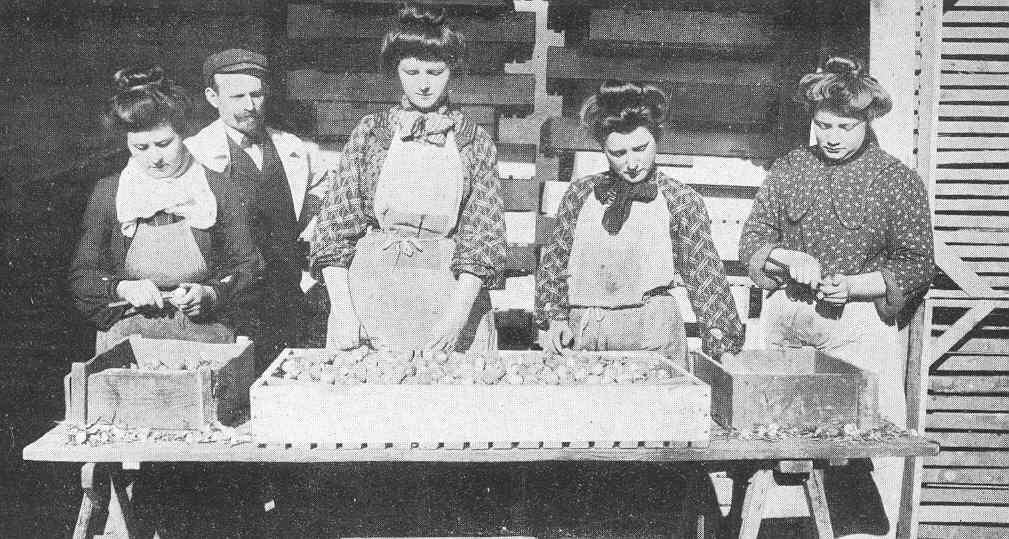
Verwijdering van de epifragma's
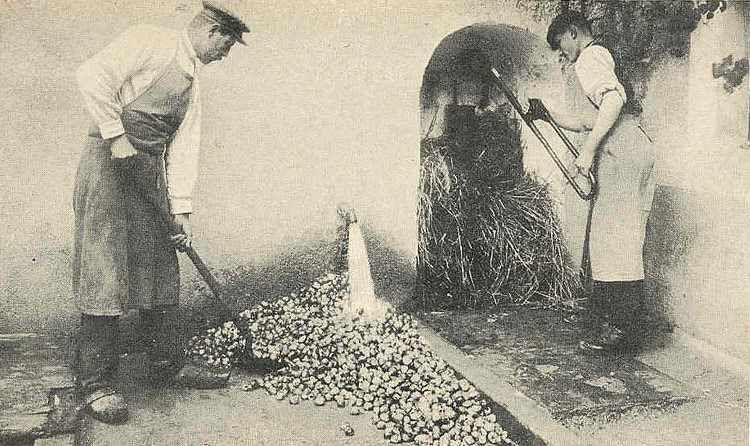
Korte wasbeurt
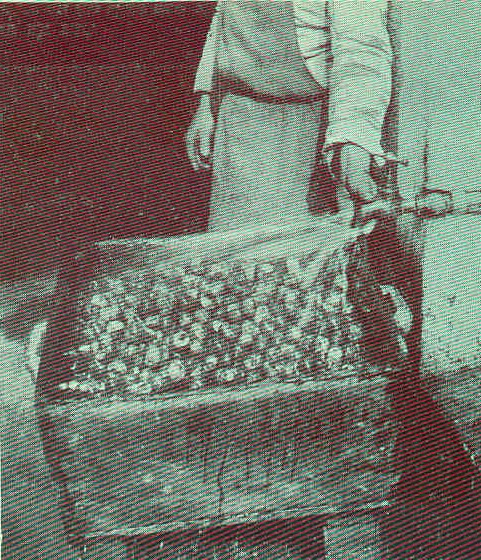
Laatste wasbeurt

### Kook en onthuizing
De schoongemaakte slakken werden vervolgens in grote ketels gekookt. De slakken werden hiermee gedood alsook het laatste hardnekkige vuil en mogelijk ziektes. Tevens onthechtte hiermee het vlees zich van het huisje, wat de volgende stap mogelijk maakte: na de kook werd het slakkenvlees uit het huisje gehaald en de ingewanden weggeknipt.

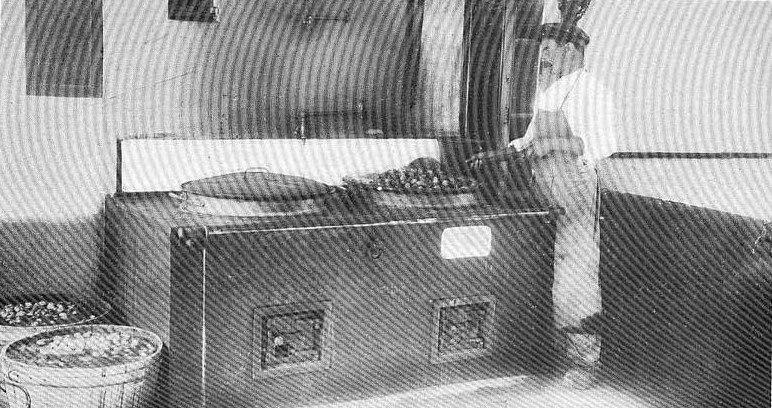
Kook
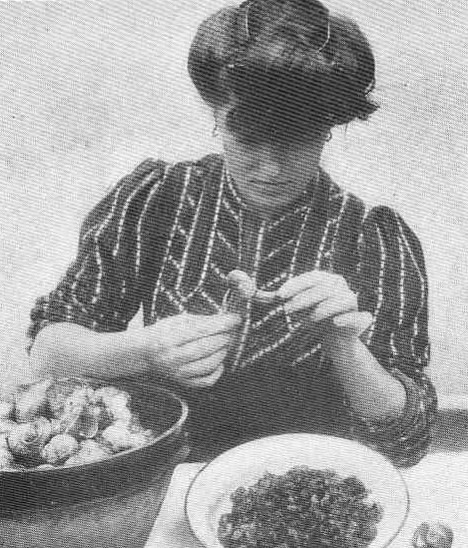
Het vlees wordt uit het huisje gehaald

Zowel de huisjes als het geknipte vlees werden (apart) nog eens gewassen.

### Bereiding van de kruidenboter
Voor de kruidenboter werden de kruiden fijngehakt en de boter zacht gemaakt. Het zachtmaken kon in de zomer handmatig met de spatel, maar in de winter was de boter zo hard dat het door een botermolen gehaald moest worden. Voor een goede vermengen van de kruiden met de boter moest de laatste stap van de bereiding echter altijd met de hand, ongeacht de voorgaande werkwijze.

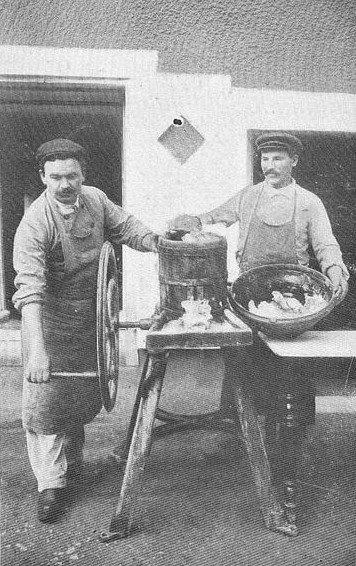
Zachtmaken van de boter met machine
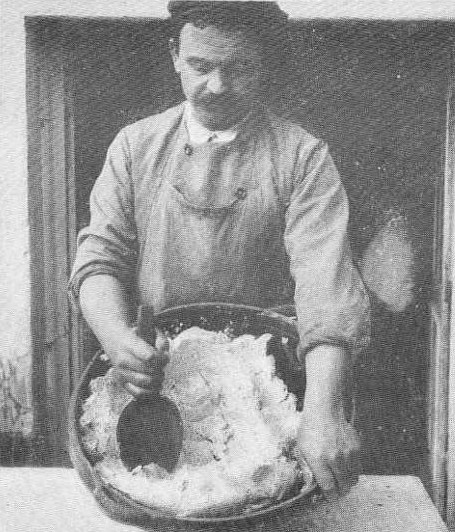
Zachtmaken van de boter met spatula
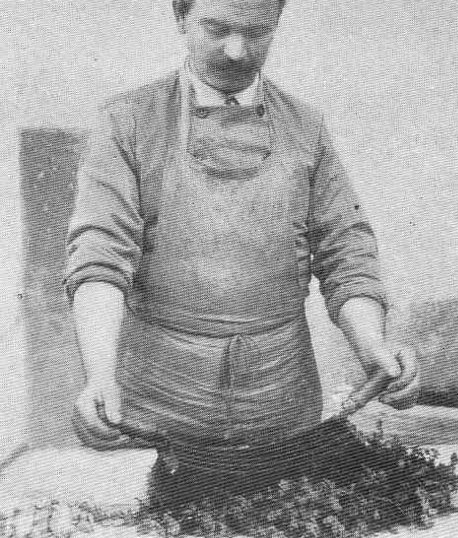
Fijnhakken van de kruiden
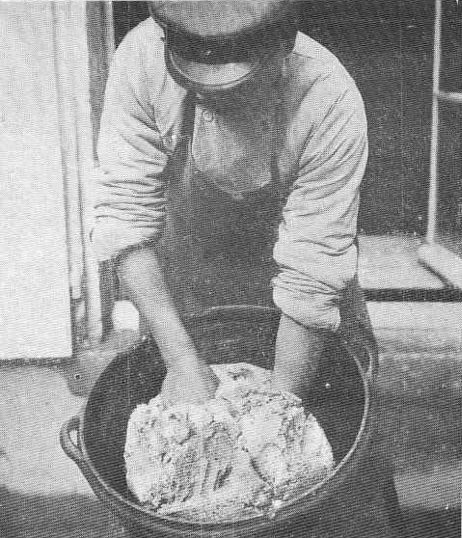
Mix van boter en kruiden met de hand

### Samenstelling escargot
Nu alle ingrediënten, de huisjes, het vlees en de boter, gereed waren, werd het vlees terug in het huisje gestopt, waarna het met kruidenboter afgesmeerd werd. Dit kon met een mes gedaan worden, maar geroutineerd personeel deed hetzelfde werk sneller en efficiënter met de blote hand, waarbij de boter met de duim afgesmeerd werd.

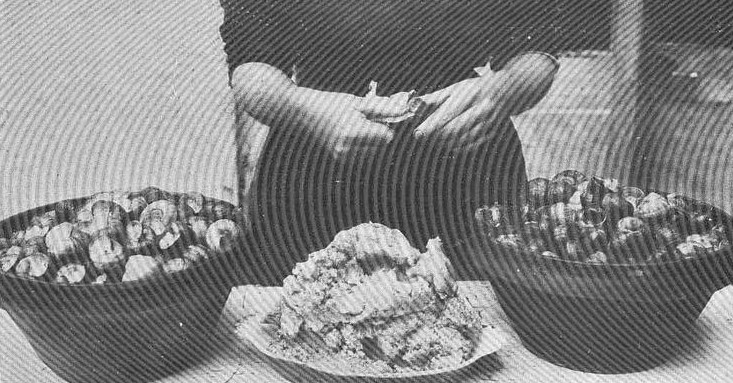
Slakken worden beboterd - met de hand
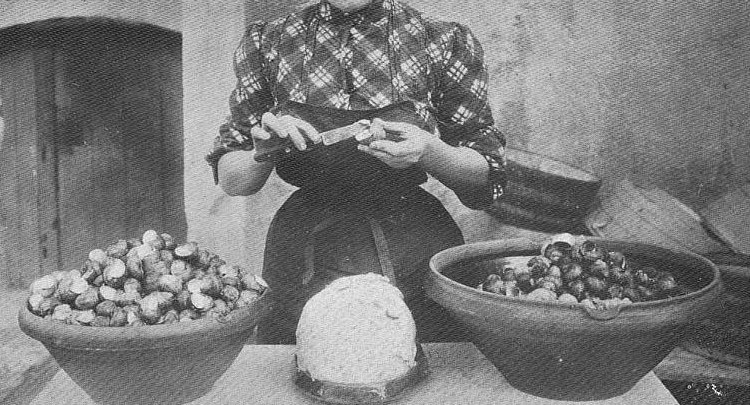
Slakken worden beboterd - met een mes

### Verpakking, opslag, verzending
Rond 1900 bestond nog geen koelingstechniek en ook geen moderne conserveringsmiddelen, dus het verse product kon niet te lang wachten. De verse escargots werden in kistjes met vetvrij papier verpakt en spoedig naar hun bestemming verzonden.

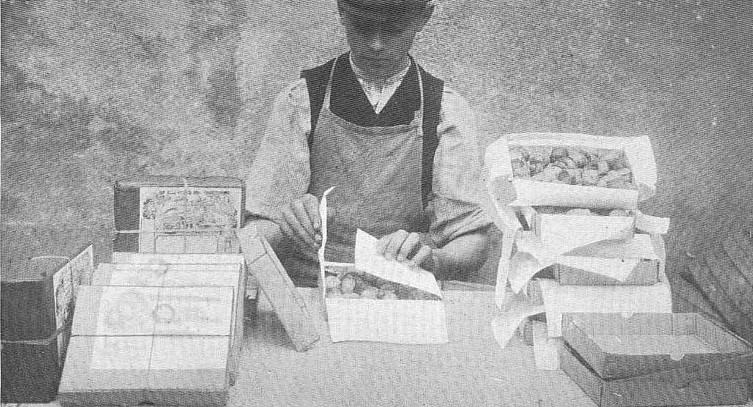
Verpakking van het eindproduct (1)
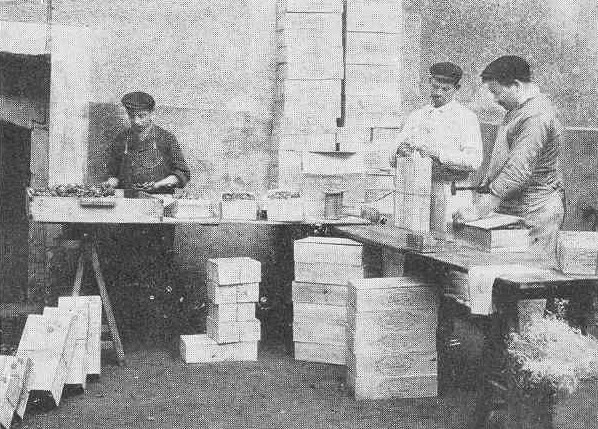
Verpakking van het eindproduct (2)